# Cristina Boshoff
Cristina Boshoff (Stellenbosch, 1980. október 8. –) kettős állampolgárságú (dél-afrikai/spanyol) énekesnő, zongorista.

## Pályafutása
Stellenboschban született, kettős állampolgársággal rendelkezik (dél-afrikai/spanyol). Cape Towntól nem messze (31 km-re) él. Katarina identitása részben dél-afrikai, részben holland.
Tizenkét éves évesen kezdett zongorázni. Tizennyolc évesen kapta az első szerződését. 1999-ben adta ki debütáló kislemezét: „I'm only human”. A lemez a listavezető lett. A dél-afrikai országos top listán a hatodik helyen végzett. 2000-ben jelent meg első albuma: „This is me”.

## Lemezek
Albumok
- This is me (2000)
- Fire & Ice (2014)
- Me and Missy D. (2015)

Kislemezek
- I'm only human (1999)
- You're my shoulder (2000)
- I feel like a wreck (2003)
- Try (2010)
- A Rainy Day (2014)
- Tears of an Angel (2014)
- Why (2014)
- I dare you (2015)
- Gonna be with you (2015)
- Dreams (2014)